# Мазо дела Кјеза (Болцано)
Мазо дела Кјеза је насеље у Италији у округу Болцано, региону Трентино-Јужни Тирол.
Према процени из 2011. у насељу је живело 18 становника. Насеље се налази на надморској висини од 1260 м.